# Krona (huvudprydnad)

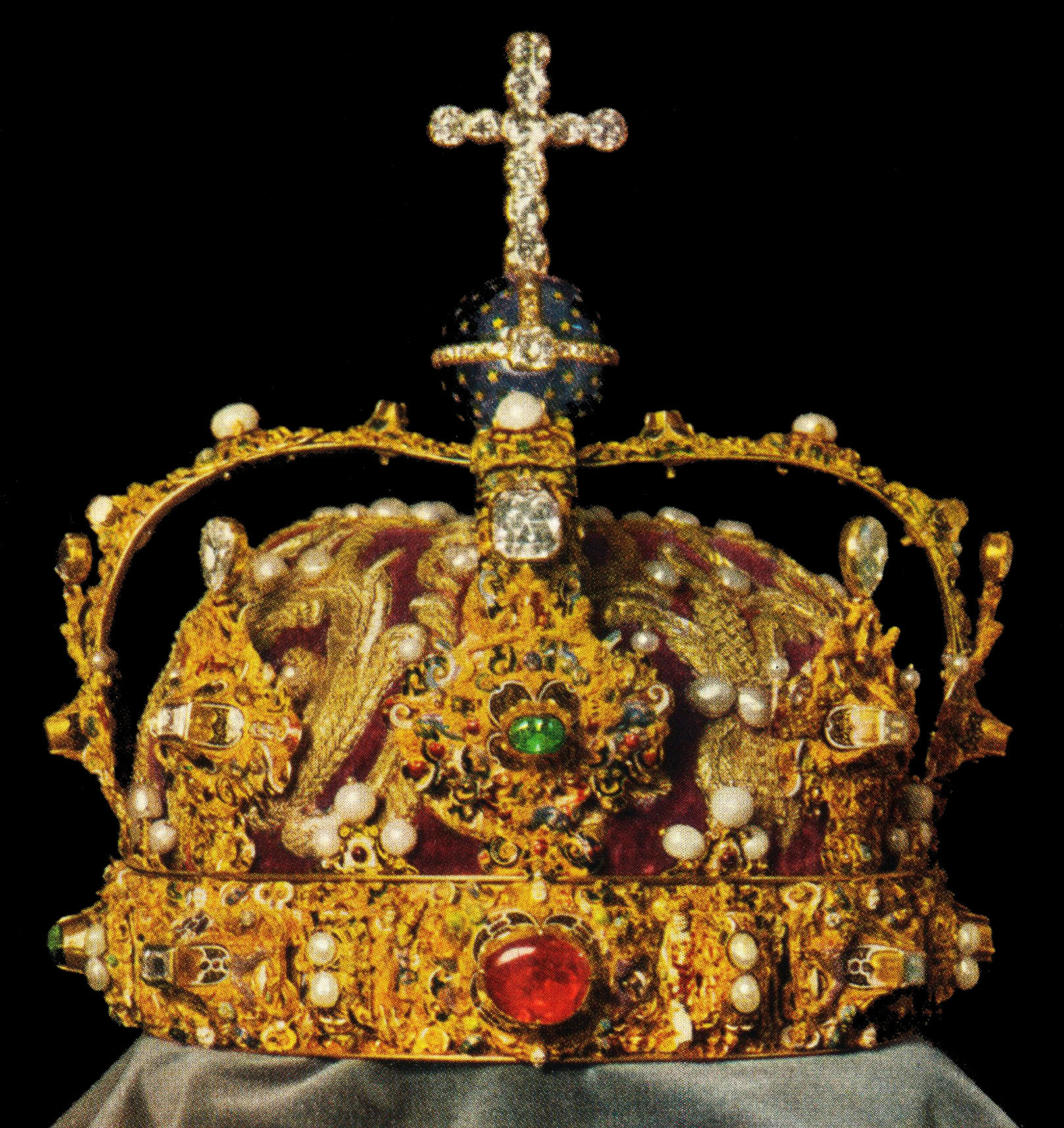
Erik XIV:s krona tillverkad 1561 i det utseende den hade mellan 1818 och 1970. Den restaurerades delvis 1909, då diamantrosetter som sattes dit 1818 togs bort och som idag ingår i ett diadem. 1970 blev den så gott som fullständigt restaurerad till sitt ursprungliga skick, förutom diamanterna högst upp på bladen från 1818, där det tidigare satt pärlor. Då fick den bland annat en ny enklare hätta i röd sammet och fick också tillbaka sin ursprungliga mindre korsglob högst upp.

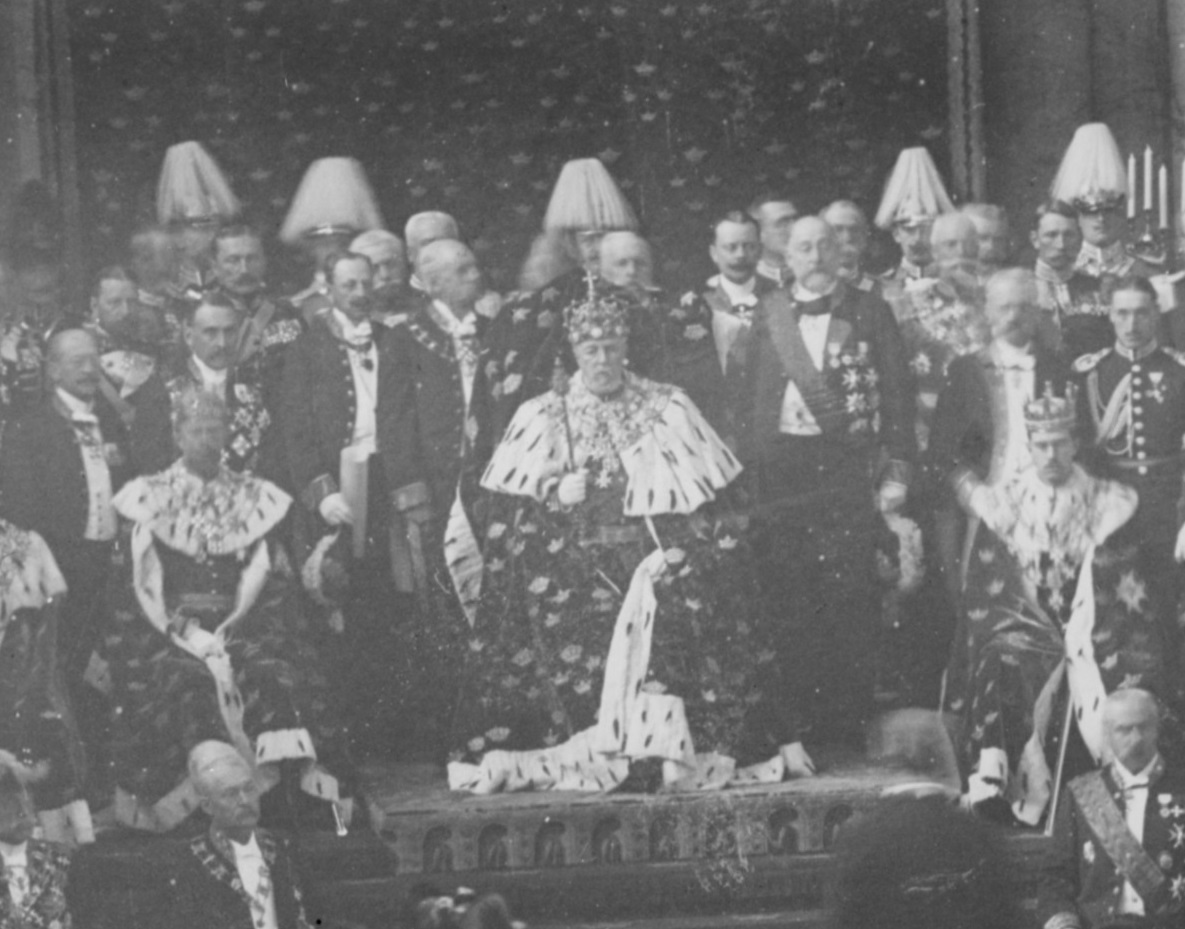
Kung Oscar II bär Erik XIV:s krona och blivande kungarna Gustaf V och Gustaf VI Adolf bär kronprinsens respektive en hertigs kronor vid Riksdagens högtidliga öppnande cirka 1900.

Krona, huvudprydnad med vilken bäraren särskiljs från omgivningen. Det har funnits i de flesta kulturer, hos mayafolket, det forna Egypten, Persien, och Ostasien.
Kronor av fjädrar eller horn förekommer bland flera folk som saknar skriftspråk. Eftersom guld ansågs vara den ädlaste metallen, utformades kungakronor i detta material, och som regel med ädelstenar. Kronan spelade roll dels som statustecken, men även som laddad symbol, där de olika ädelstenarna och kronans design kunde representera olika egenskaper och värdesatta ideal.

## Historik
Egyptens faraoner kröntes med en hjälmformad krona till gudomens representanter på jorden. De persiska furstarna bar en tiara som tecken på sin värdighet, Babyloniens och Assyriens kungar bar hjälmformade kronor. De romerska kejsarna bar en triumfatorkrans av lagerblad. De östromerska kejsarna i Konstaninopel bar däremot ring- eller hjälmformade kronor.
Kronorna från 600-talet i Toledo visar att även de västgotiska kungarna bar ringformade kronor. Den langobardiska Järnkronan härstammar från 500-talet. Av bysantinskt ursprung är Sankt Stefanskronan, vilken till skillnad från äldre kronor hade två tvärgående byglar, i vilkas skärningspunkt sitter ett något lutande kors. Bland andra kända kronor märks Karl den stores krona, som antagligen även den är bysantinskt ursprung. Den tillskrivs dock enligt inskriptionen kejsar Konrad II som kröntes i Rom 1027. Den är försedd med endast en bygel och framtill på denna ett kors.
Trots att kronan är urgammal som symbol för härskare är den europeiska kronan utvecklad ur ett smycke eller huvudbonad som burits även av andra framstående personer. Under medeltiden bars kronor vid festliga tillfällen inte bara av furstar utan även av vanliga adelsmän och -damer, och i Frankrike utfärdades 1283 en förordning för att förbjuda borgare att bära kronor, visar det att även detta förekommit. En ett område där detta levt kvar är brudkronan. Under medeltiden var det även brukligt att smycka helgonbilder, särskilt av jungfru Maria med kronor.
Tidiga europeiska kronor var i allmänhet öppna, när kronor slutna med byglar ("kungakronor") först dök upp var de en symbol för kejsarmakten. Denna typ togs under renässansen upp även i andra länder för att symbolisera en arvmonarki, den första kronan av denna typ i Sverige var Erik XIV:s krona.
Kronan används numera i praktiken nästan bara inom heraldiken, och placeras då ovanpå vapenskölden i ett statsvapen eller i vapnet för en statlig myndighet. Detta bruk är framförallt vanligt inom monarkier, men förekommer även sedan gammalt hos republiker, ett exempel är den gamla republiken San Marino liksom en gång republiken Venedig (som hade en speciell krona för dogen). Ungern är en modern republik som använder landets Stefanskrona i sitt vapen och i Ryssland finns kronor i vapnet, med flera.
Utöver brukas så kallade rangkronor i adliga vapen, ibland förenade med hjälmprydnaden i så kallade hjälmkronor. I stadsvapen brukas i stället en så kallad murkrona.
I sagorna brukar kungarna och drottningarna gå omkring med kronan på huvudet. I konsten framställs ibland jungfru Maria med en krona med tolv stjärnor eller tolv ädelstenar. Tiaran är en form av hög, toppig krona. Den påvliga tiaran består av tre kronor ovanför varandra, dock har den inte använts sedan 1963. 
Seden att använda brudkrona har troligen en annan innebörd. 

## Exempel på kronor

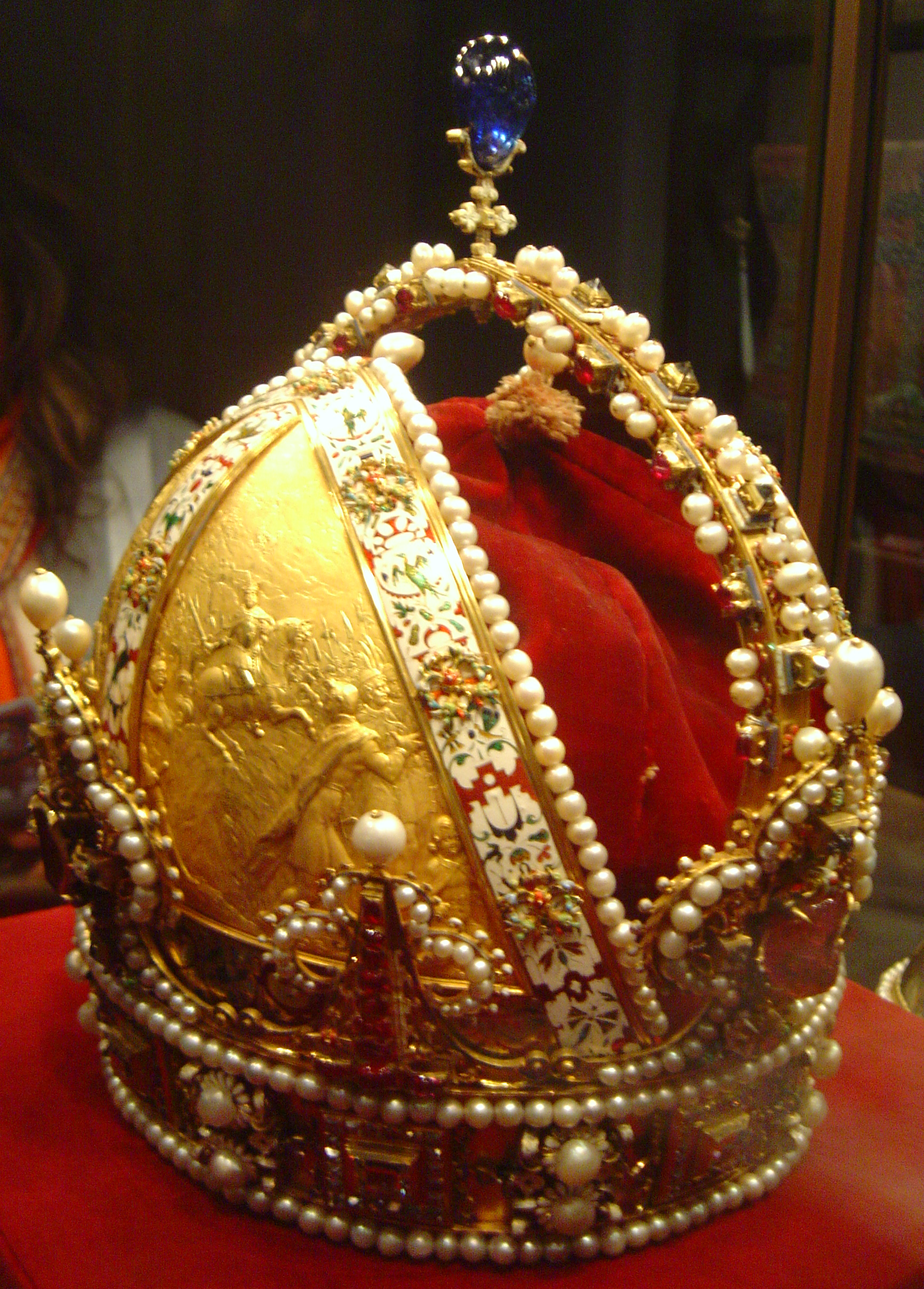
Rudolf II:s av Österrike krona
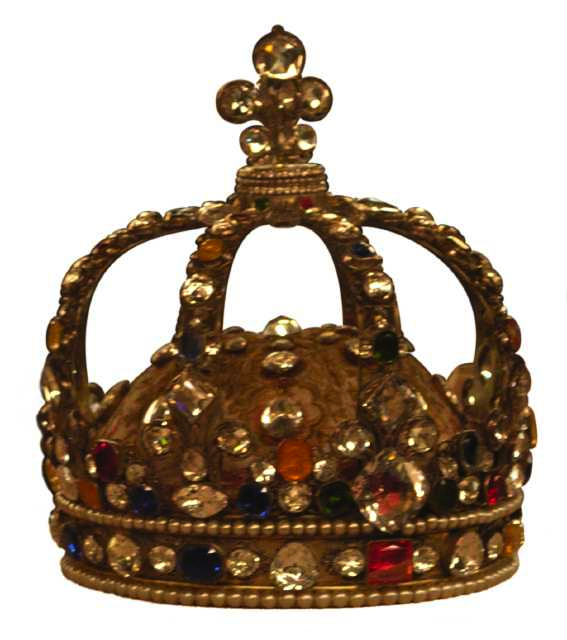
Ludvig XV:s av Frankrike krona
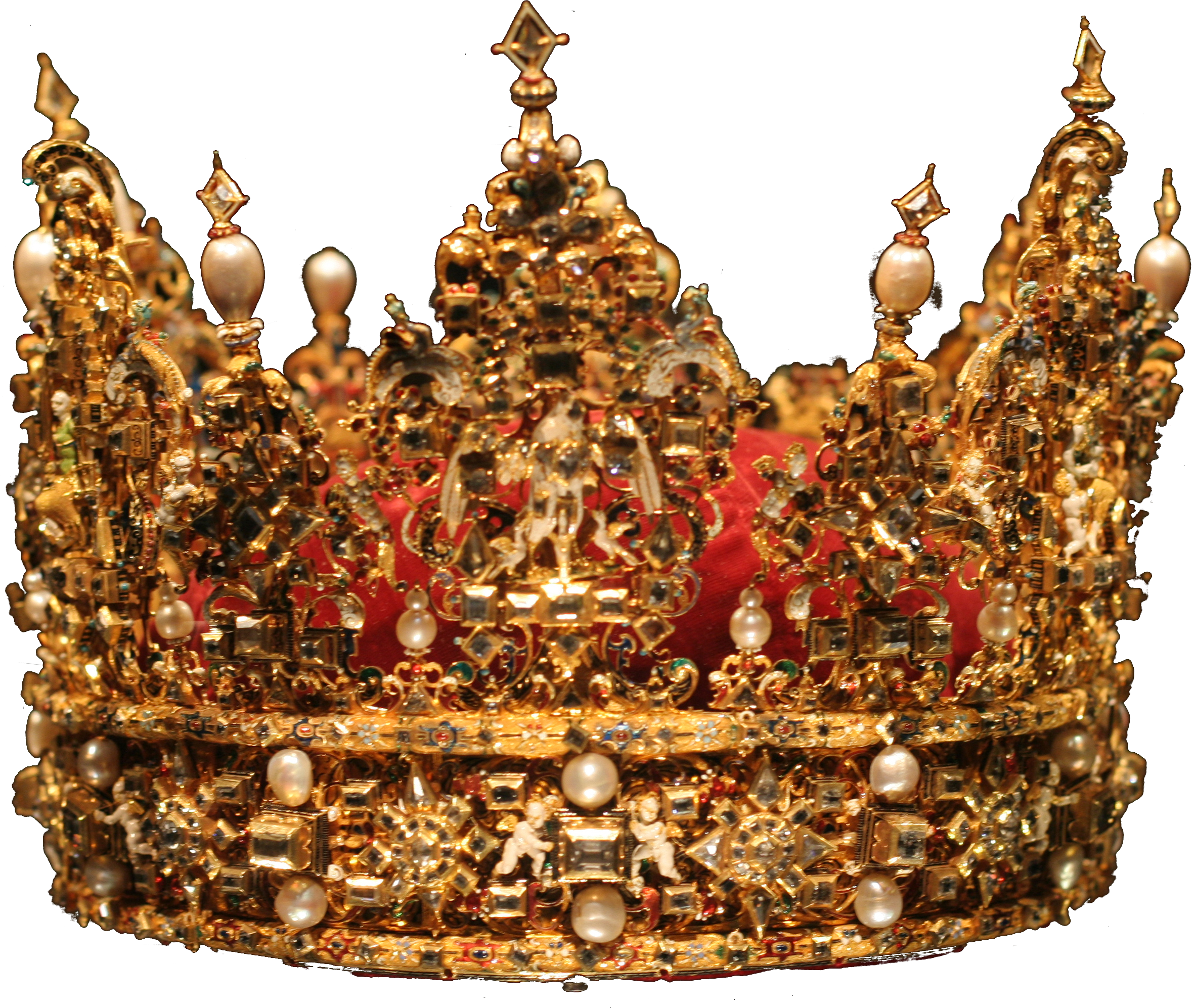
Kristian IV:s av Danmark krona i renässansstil
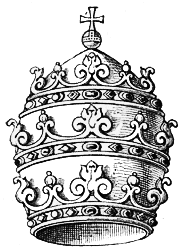
Påvlig tiara
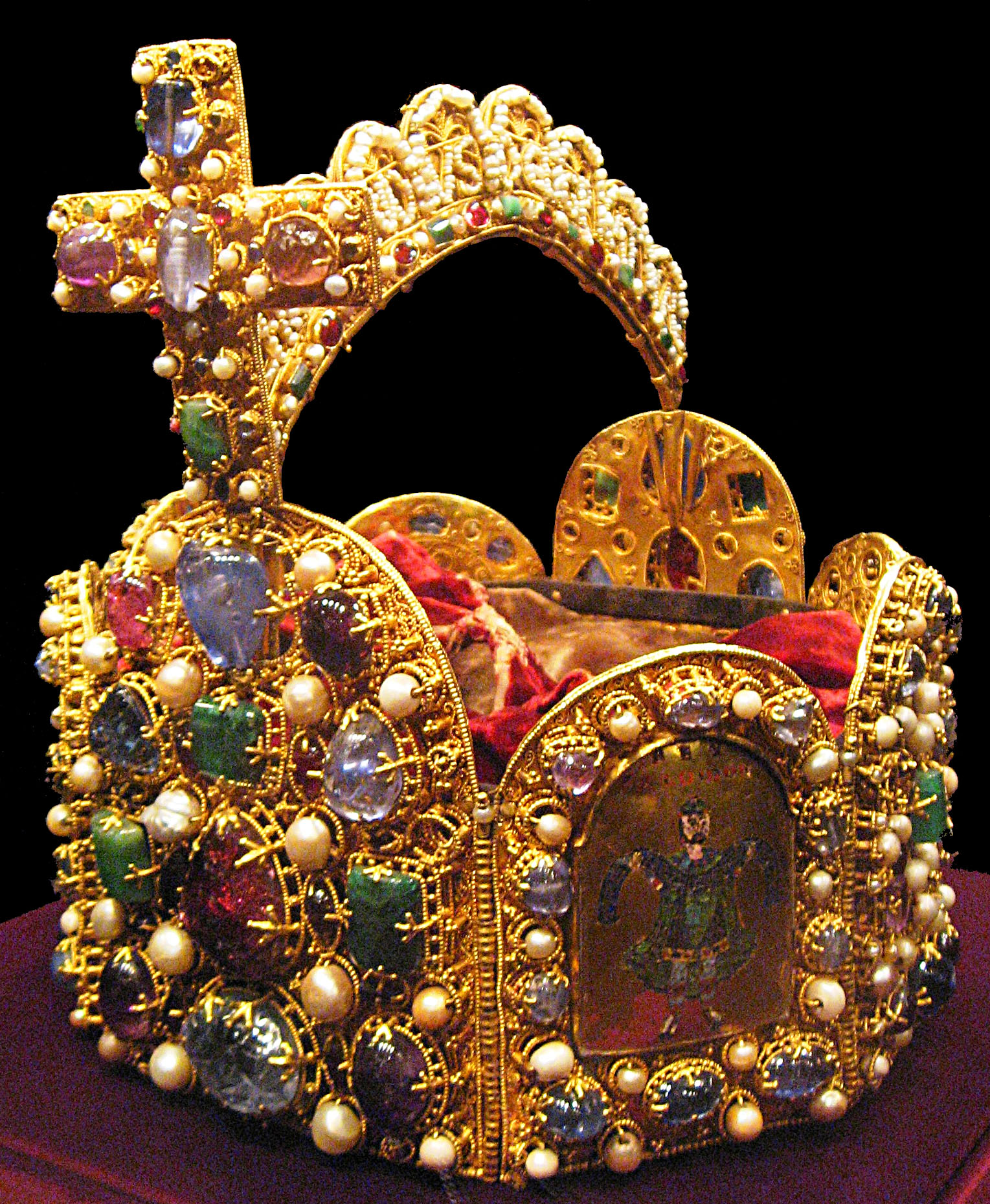
Tysk-romerska rikets kröningskrona, västra Tyskland, andra halvan av 900-talet.
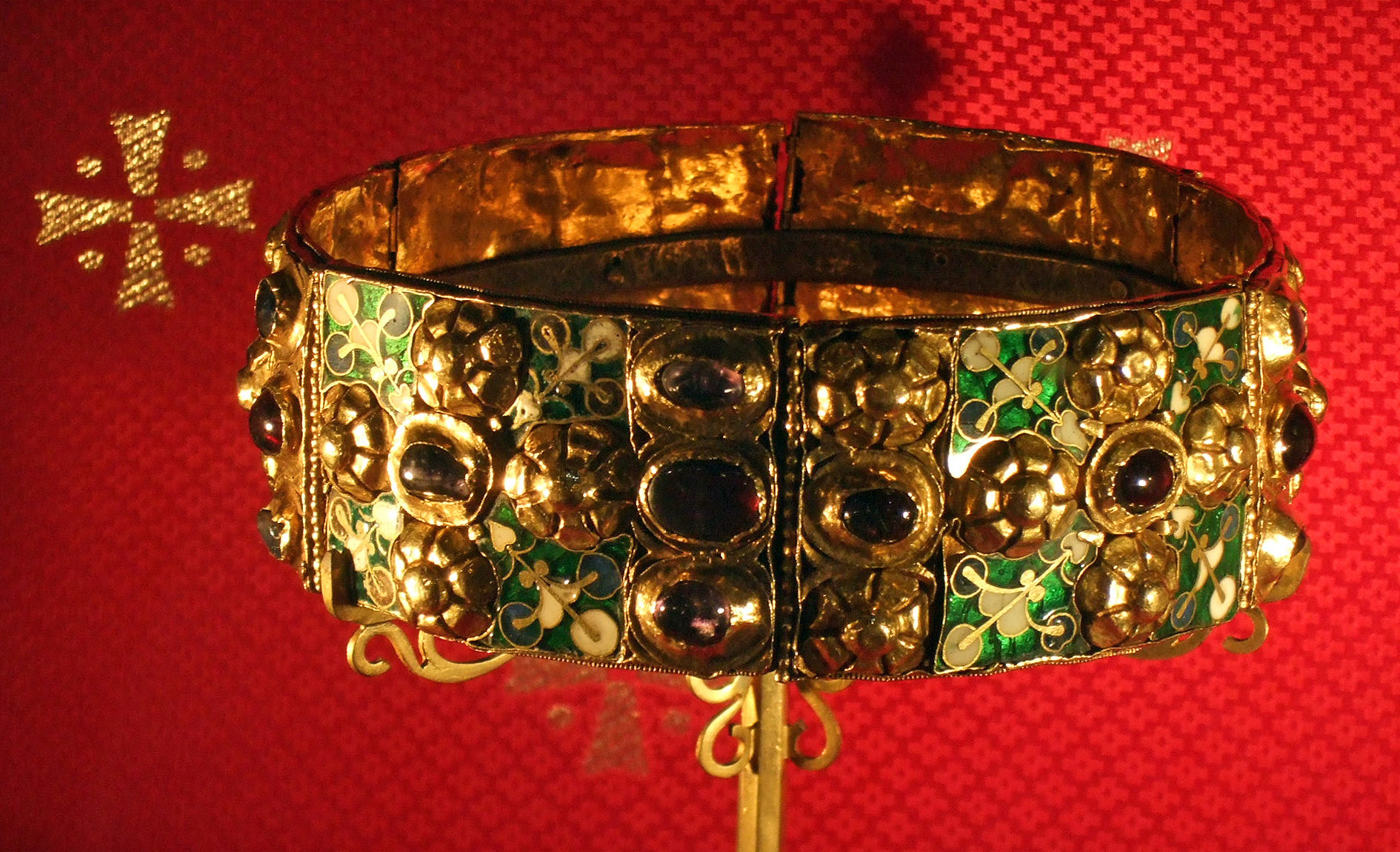
Den langobardiska järnkronan, en kungakrona i guld, men med en ring av järn på insidan. Denna ring ansågs vara gjord av nedsmält järn från en av spikarna på det sanna korset
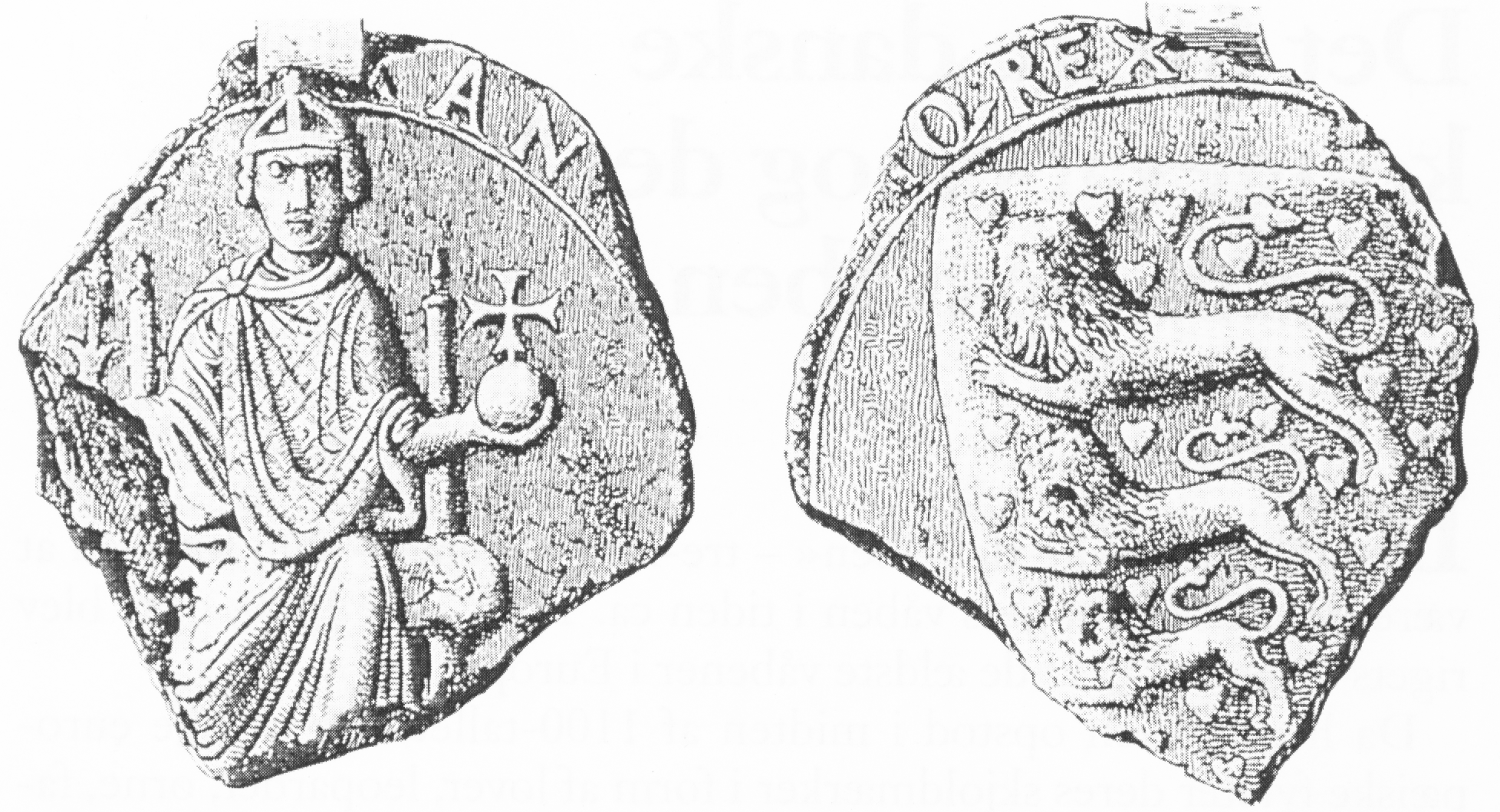
Knut VI av Danmarks sigill från 1190-talet är märkligt, eftersom det avbildar kungen med en sluten krona liksom den tysk-romerske kejsaren hade i söder. Senare danska kungar avbildades med öppen krona fram till kung Kristian V, som kröntes med en sluten krona med byglar
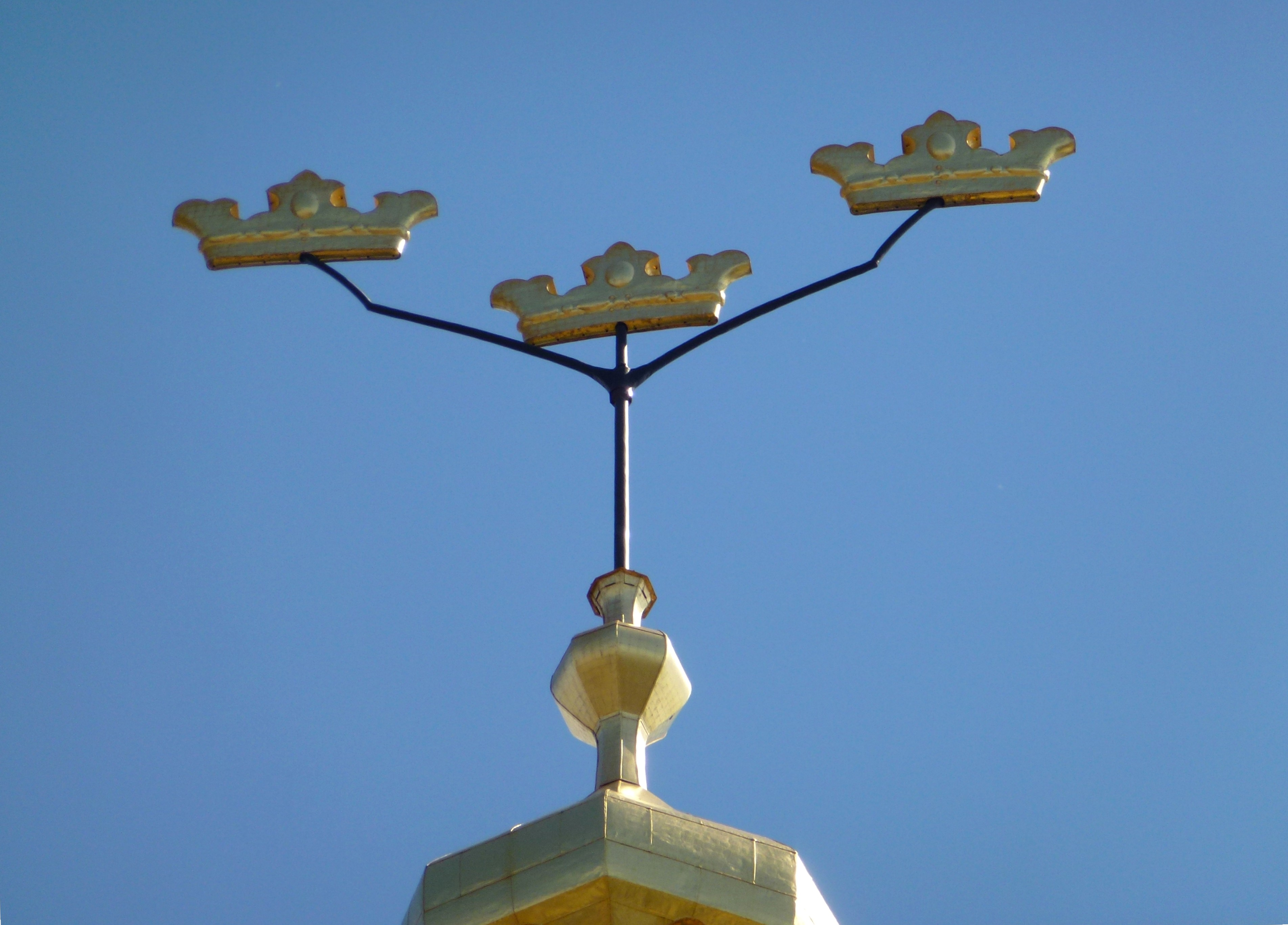
De tre öppna kronorna på Stockholms stadshus huvudtorn, samma typ av dekor som före 1697 fanns på Stockholms slotts huvudtorn.
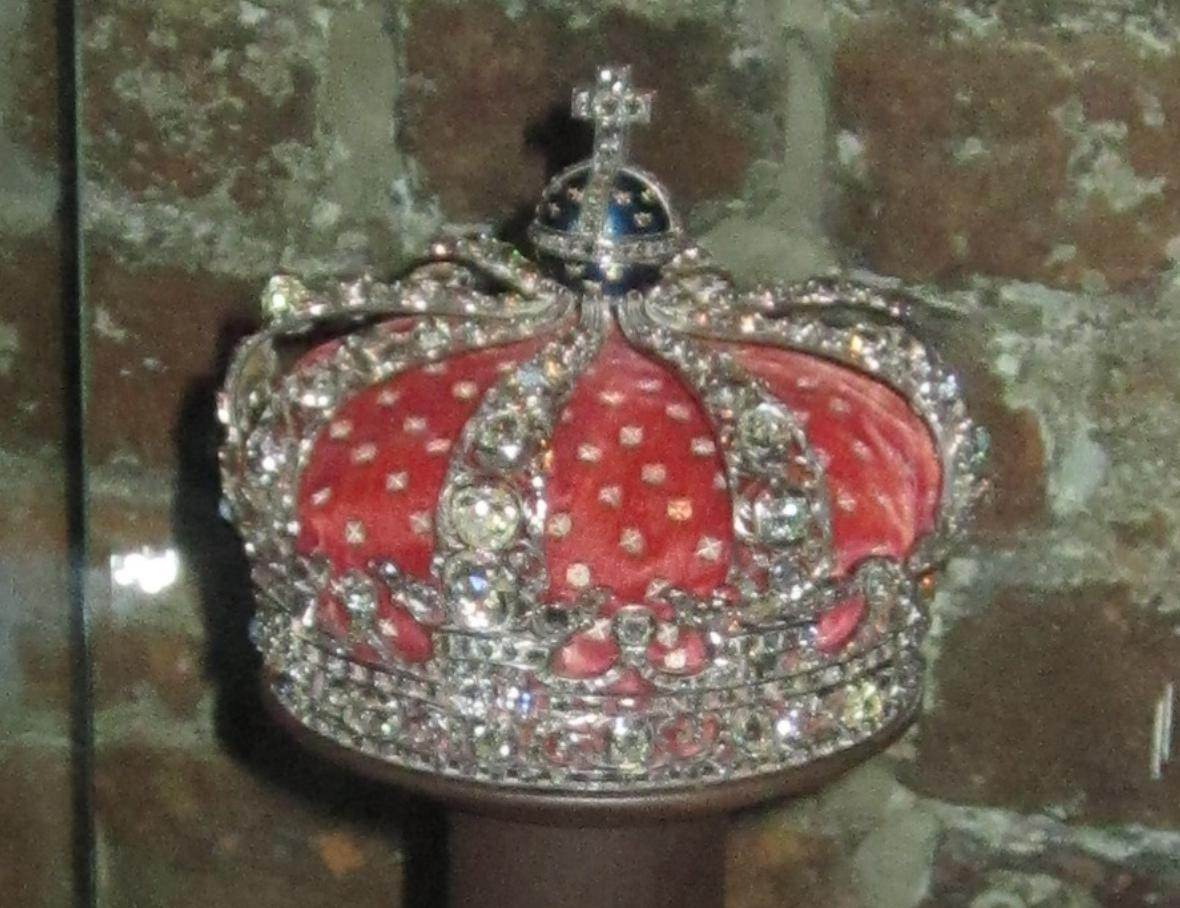
Lovisa Ulrikas krona som fortfarande representerar Sveriges drottning.
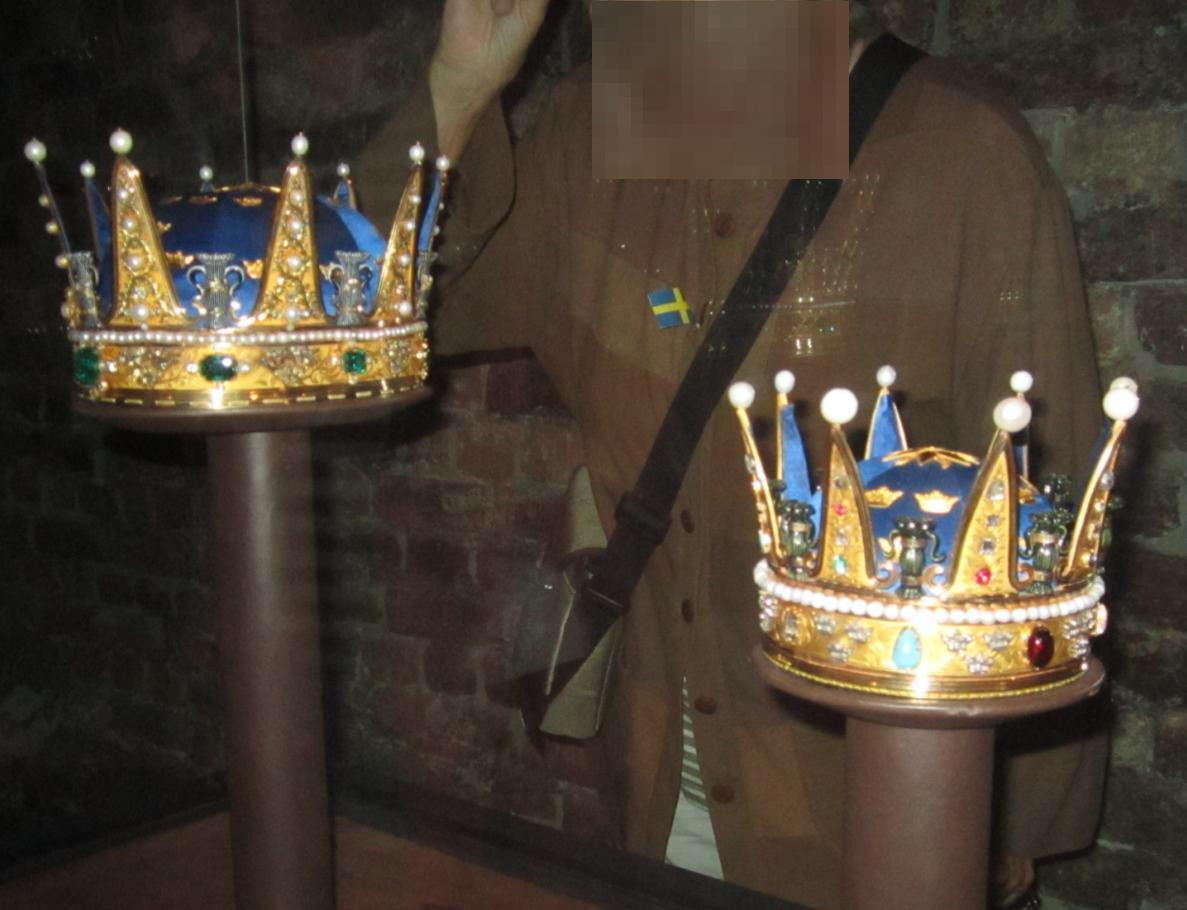
En svensk prinskrona och prinsesskrona av öppen typ.
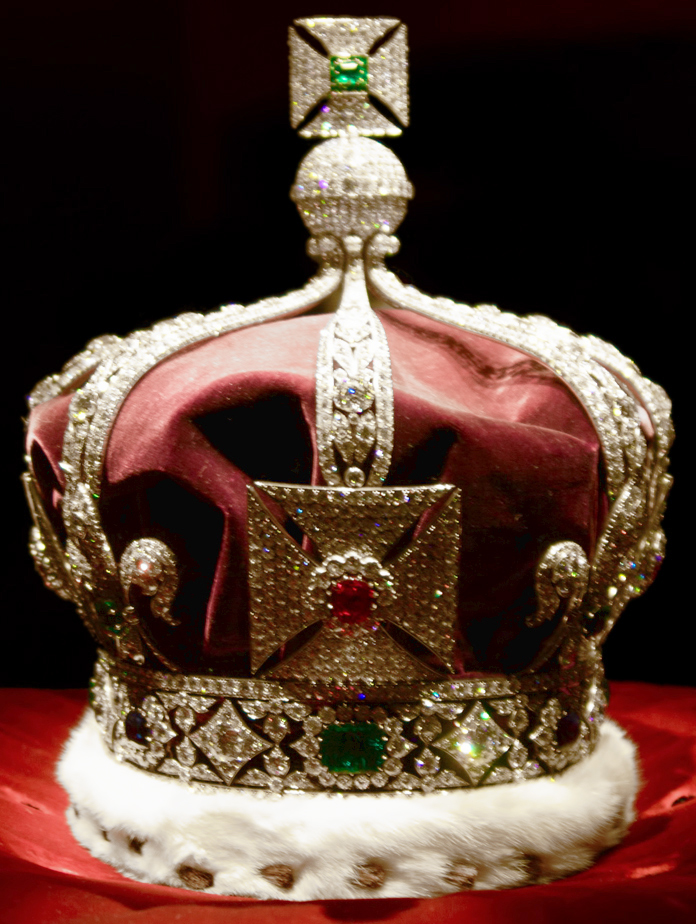
Kejsarkronan som brittiska monarker använde som härskare över Indien.
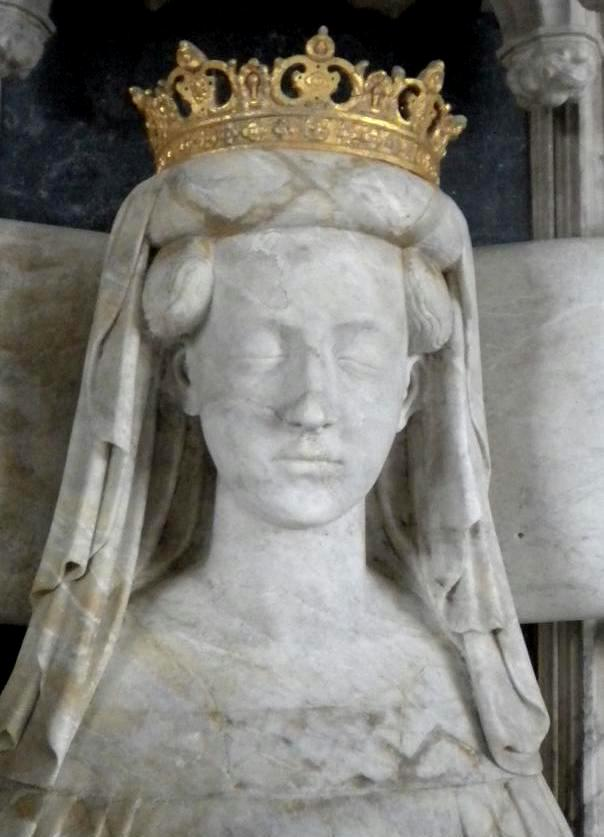
Öppen krona på gravmonumentet över drottning Margareta av Danmark, Norge och Sverige i Roskilde domkyrka.